# サイバーセキュリティ基本法
サイバーセキュリティ基本法（サイバーセキュリティきほんほう、平成26年11月12日法律第104号）は、サイバーセキュリティ対策に関する日本の法律である。
衆議院において2014年（平成26年）11月6日に可決・成立した。

## 内容
以下、法令の引用は全てe-Gov法令検索「サイバーセキュリティ基本法」より。

### 第一章 総則
本法令の目的は「我が国のサイバーセキュリティに関する施策に関し、
- 基本理念を定め、
- 国及び地方公共団体の責務等を明らかにし、
- 並びにサイバーセキュリティ戦略の策定その他サイバーセキュリティに関する施策の基本となる事項を定める」

事にある（第一条）。
サイバーセキュリティの対象範囲となるのは
- 「電磁的方式」によって「記録され、又は発信され、伝送され、若しくは受信される情報」

である（第二条）。その情報が国家や個人にとって重要なものか否かは法令上は問うていない。
国および地方公共団体はそれぞれ総合的、自主的な施策を策定し、及び実施する責務を有し（第四条、第五条）、重要社会基盤事業者、サイバー関連事業者その他の事業者、教育研究機関の責務はこれらの施策に協力し、自身もにサイバーセキュリティの確保に努める必要がある（第六条）。国民も努力に務めなければならない（第九条）。

### 第二章 サイバーセキュリティ戦略
政府は「サイバーセキュリティに関する基本的な計画」である「サイバーセキュリティ戦略」を定めなければならない（第十二条）。内閣総理大臣は、サイバーセキュリティ戦略案の閣議決定を求め、政府はサイバーセキュリティ戦略を策定の上公表し、政府は、サイバーセキュリティ戦略の財源を確保しなければならない（第十二条）。

### 第三章 基本的施策
国は以下を確保しなければならない：
- 国の行政機関等におけるサイバーセキュリティ（第十三条）
- 人材（第二十一条）

国は以下を推進しなければならない：
- 重要インフラ事業者等におけるサイバーセキュリティの確保（第十四条）
- 民間事業者及び教育研究機関等の自発的な取組（第十五条）
- 研究開発（第二十条）

国は以下を行わねばならない：
- 多様な主体の連携等（第十六条）
- 犯罪の取締り及び被害の拡大の防止（第十七条）
- 我が国の安全に重大な影響を及ぼすおそれのある事象への対応（第十八条）
- 産業の振興及び国際競争力の強化（第十九条）

### 第四章 サイバーセキュリティ戦略本部
内閣にサイバーセキュリティ戦略本部を置く（二十四条）。

#### 活動内容
- 以下のものの推進：
  - サイバーセキュリティ戦略の案の作成及び実施（二十四条一項）
  - 国の行政機関及び独立行政法人における以下の活動
    - 　サイバーセキュリティに関する対策の基準の作成（二十四条二項）
    - 当該基準に基づく施策の評価と監査（二十四条二項）
    - その他の当該基準に基づく施策の実施（二十四条二項）
- 国の行政機関で発生したサイバーセキュリティに関する重大な事象に対する施策の評価と原因究明のための調査（二十四条三項）
- サイバーセキュリティに関する施策で重要なものの企画に関する推進と総合調整（二十四条四項）

関係行政機関の長や地方公共団体は必要に応じてサイバーセキュリティ戦略本部に資料請求その他協力を求めることができ（第三十条、第三十二条）、サイバーセキュリティ戦略本部も関係者に資料請求できる（第三十一条、第三十二条）。

#### 組織構成
サイバーセキュリティ戦略本部は以下で構成される（第二十六条）
- サイバーセキュリティ戦略本部長：内閣官房長官が就任する（第二十七条）
- サイバーセキュリティ戦略副本部長：国務大臣が就任する（第二十八条）[注釈 1]
- サイバーセキュリティ戦略本部員

サイバーセキュリティ戦略本部員は以下のものが就任する（第二十九条）
- 国家公安委員会委員長
- デジタル大臣[1]
- 総務大臣
- 外務大臣
- 経済産業大臣
- 防衛大臣
- 内閣総理大臣が任命した下記のもの
  - 国務大臣で本部の所掌事務を遂行するために特に必要があると認める者[注釈 3]
  - サイバーセキュリティに関し優れた識見を有する者[注釈 4]

本部に関する事務は、内閣官房において処理し、命を受けて内閣官房副長官補が掌理する（第三十三条）。

## 経過
- 2014年11月6日 衆議院で可決・成立
- 2015年1月9日 サイバーセキュリティ基本法全面施行。内閣にサイバーセキュリティ戦略本部設置。旧・内閣官房情報セキュリティセンターは「内閣サイバーセキュリティセンター（NISC）」に改組
- 2015年2月10日 サイバーセキュリティ戦略本部第1回会合開催
- 2015年5月25日 サイバーセキュリティ戦略本部第2回会合開催。サイバーセキュリティ戦略の案が公表される[2]。
- 2016年4月15日 改正法が参議院本会議で可決・成立。
- 2018年12月5日「サイバーセキュリティ基本法改正案」が参議院本会議で可決・成立[3]